# Uwe Schulz (Fußballspieler)
Uwe Schulz (* 6. Dezember 1960 in West-Staaken, DDR) ist ein ehemaliger deutscher Fußballspieler und heutiger Fußballtrainer.

## Sportliche Laufbahn

### Gemeinschafts-, Club- und Vereinsstationen
Uwe Schulz wuchs in Brieselang auf und begann dort als Siebenjähriger bei der BSG Chemie Brieselang mit dem Fußballspielen. Mit 13 Jahren wurde er zur Kinder- und Jugendsportschule nach Frankfurt (Oder) delegiert. Dies bedeutete auch, dass er ab 1974 für den FC Vorwärts Frankfurt (Oder) auflief. Hier konnte er sich schnell in der DDR-Oberliga etablieren und spielte siebenmal im UEFA-Cup, unter anderem gegen Nottingham Forest und Werder Bremen. 1987 wechselte er innerhalb der DDR-Oberliga zur BSG Stahl Brandenburg und wurde auch hier sofort Leistungsträger. Nach vier Jahren wechselte er – unfreiwillig – nach Meinungsverschiedenheiten mit dem Vereinsmanager zum FC Rot-Weiß Erfurt. Mit den Erfurtern spielte er in der 2. Bundesliga und konnte gegen den FC Groningen und Ajax Amsterdam sogar vier weitere UEFA-Cup-Spiele bestreiten. Gegen Ajax Amsterdam war er unter den Torschützen. In Erfurt spielte er ein Jahr lang, bevor es ihn zurück ins Havelland zog. Nach Engagements beim FSV Optik Rathenow, SV Rot-Weiß Kyritz und Brandenburger SC Süd 05 landete er 1998 wieder bei der BSV Brandenburg. Am Quenz ließ er seine Karriere ausklingen. Sie endete dort im Juni 2001.

### Auswahleinsätze
In den 1980er-Jahren spielte Uwe Schulz für die DDR-Olympiaauswahl. Seine neun Einsätze mit zwei Treffern fanden alle abseits der Qualifikation statt. Beim Nehru Cup Anfang 1986 belegte er mit dem ostdeutschen Team den 3. Platz.

## Trainerlaufbahn
Anschließend wurde Uwe Schulz Trainer. Zunächst übernahm er die Verbandsligareserve des SV Babelsberg 03, bevor er 2003 zum FC Stahl Brandenburg zurückkehrte. Erst als Co-Trainer unter Winfried Kräuter, ab der Saison 2003/04 als Cheftrainer. Nachdem er im Frühjahr 2005 nach Meinungsverschiedenheiten mit dem Präsidenten Andreas Beier zurückgetreten war, wurde er nach Neuwahlen wenig später Co-Trainer des neuen Coaches Eckhart Märzke. Dieses Amt hatte er auch in der Saison 2006/07, unter seinem alten Vereinskameraden aus Frankfurter und Babelsberger Tagen, Ingo Nachtigall, inne. Ab der Spielzeit 2007/08 war er Trainer beim TSV Chemie Premnitz, trat aber Anfang 2009 wegen Differenzen mit der 2. Mannschaft des Vereins zurück. Seit Oktober 2014 ist er unter Trainer Jörg Heinrich beim FSV 63 Luckenwalde neben seiner beruflichen Tätigkeit Torwarttrainer.

## Berufliche Laufbahn und weiterer Werdegang
Uwe Schulz ist verheiratet und Vater von zwei Söhnen. Er hat als Beruf Kfz-Schlosser gelernt und legte seine Meisterprüfung in Frankfurt (Oder) auf der Abendschule ab. Ab 1994 arbeitete auf Vermittlung seines Trainers Ingo Kahlisch bei einem Busreiseveranstalter in Rathenow in seinem Beruf. Seit 2002 ist er Monteur in der Autogetriebefertigung des ZF Friedrichshafen, Werk Brandenburg an der Havel.
Für den FC Stahl Brandenburg ist er nach wie vor in der Traditionsmannschaft aktiv.